# Polymetylmetakrylat
Polymetylmetakrylat (PMMA), i vardagligt tal akrylplast, är en amorf termoplast som är känd även under handelsnamnen Bonoplex, Perspex och Plexiglas.
Materialet togs fram av Rohm and Haas under 1930-talet och blev tillgängligt för kommersiellt bruk 1936 under handelsnamnet Plexiglas. Plexiglas började tidigt användas istället för glas i flygplan och under andra världskriget steg försäljningen kraftigt.

## Allmänna egenskaper[2]
PMMA används som ersättning för glas. Eftersom den är amorf är den, utan tillsatser, transparent, men kan enkelt färgas. PMMA är känslig för aceton, alkohol, klorerade kolväten (bland annat kloroform) och syror.
Glasomvandlingstemperaturen, Tg, är ungefär 105 °C.
Materialet är återvinningsbart.
Antänds lika lätt som hårt trä (exempelvis ek och ask); ej självslocknande.

## Vanliga användningsområden[4]
- Fönster
- Båtrutor
- Rör och skivor
- Ishockeyrinkar
- Stolliftar (Vindskyddshuv på stolar)
- Balkongskydd
- Skyltning och reklam
- Möbler och inredning

## Bearbetningsmetoder[5]
- PMMA är lätt att bearbeta med vanliga verktyg för trä- och metallarbete. Man måste dock se till att verktygsmatningen inte blir så stor att temperaturen i bearbetningszonen genom friktion blir så hög att materialet mjuknar.
- Kan böjas efter infravärmning av böjningslinjen till >120 °C
- Svetsning med ultraljud eller hetluft
- Limmas med kontaktlim eller isättika
- Kan övermålas med färger där lösningsmedlet är bensin eller toluen